# Sułkowo-Kolonia
Sułkowo-Kolonia – wieś sołecka w Polsce, położona w województwie mazowieckim, w powiecie mławskim, w gminie Stupsk.
| SIMC    | Nazwa          | Rodzaj    |
| ------- | -------------- | --------- |
| 0127551 | Gąsiorowizna   | część wsi |
| 0127568 | Sułkowo-Baraki | część wsi |

W latach 1975–1998 miejscowość administracyjnie należała do województwa ciechanowskiego.
Wierni Kościoła rzymskokatolickiego należą do parafii św. Mikołaja w Niedzborzu.